# المرأة المسلسلة IV
المرأة المسلسة IV (المرأة المسلسة الرابعة) هي مجرة تتبع كوكبة المرأة المسلسلة. اكتشفها سيدني فان دن بيرغ في 1970.

## روابط خارجية
- المرأة المسلسلة IV على موقع ويكي سكاي: DSS2, SDSS, GALEX, IRAS, Hydrogen α, X-Ray, Astrophoto, Sky Map, Articles and images